# Stora Stokkavatnet
Stora Stokkavatnet er en sø i Stavanger kommune i Rogaland fylke. Stora Stokkavatnet ligger i bydelene Madla, Tasta og Eiganes og Våland og er 2,19 km² stor, hvilket gør den til den største sø i Stavanger, fulgt af Hålandsvatnet og Mosvatnet. Søen ligger 11 moh. og er 42 meter på det dybeste sted. Lige ved Stora Stokkavatnet ligger Litla Stokkavatnet, der har et areal på blot 0,15 km².
Søen har en omkreds på omkring 7,9 km, og i den ligger holmen Storeholmen.
Stora Stokkavatnet har to tydelige tilløbsbække fra nord, Mississippibekken og Møllebekken. Møllebekken som kommer fra Litla Stokkavatnet er det største tilløb. Udløbsbækken i syd går ud til søen i Møllebukta i Hafrsfjord.
Stora Stokkavatnet er i dag byens nødreserve til vand. Før 1. januar 2009 var det reserve-drikkevandskilde.
I perioden 1931–1959 var det byens drikkevand.